# Antonio Giovannetti
Antonio Giovannetti detto Bastianone (fl. XVIII secolo) è stato un fantino italiano.
Vinse tre volte il Palio di Siena su almeno tre partecipazioni.
Tuttavia, non esiste una documentazione completa che consenta di ricostruirne integralmente le presenze in Piazza del Campo.
Era figlio di un altro fantino, Giacomo Giovannetti detto Bastiancione, che corse nei medesimi anni.

## Vittorie
Di Bastianone sono note solo le tre vittorie riportate a Siena, conseguite nell'arco di appena tre anni.
La prima fu ottenuta al Palio del 16 agosto 1756 per la Lupa. A pochi metri dalla conclusione, Bastianone si trovava secondo, a ridosso della battistrada Tartuca, quando il fantino di quest'ultima, all'ultima curva del Casato, si voltò per verificare quale vantaggio avesse dagli inseguitori. Il movimento del fantino tartuchino fu sufficiente a sbilanciarlo, provocandone la caduta, di cui Bastianone approfittò per passare in prima posizione e vincere il Palio.
Al Palio del 3 luglio 1757 Bastianone, a dorso di Trappolino, riportò al successo l'Onda, chiudendone un digiuno di ben 42 anni, 10 mesi e 17 giorni dall'ultima vittoria.
Il terzo e ultimo trionfo di Bastianone si registrò il 16 agosto 1758, di nuovo per la Lupa, all'esito di un Palio definito dalle cronache come assai combattuto fra i fantini che vi presero parte.

## Presenze al Palio di Siena
Le vittorie sono evidenziate ed indicate in neretto.
| Palio          | Contrada | Cavallo                        | Note |
| -------------- | -------- | ------------------------------ | ---- |
| 16 agosto 1756 | Lupa     | Sauro dell'oste delle Donzelle |      |
| 3 luglio 1757  | Onda     | Trappolino                     |      |
| 16 agosto 1758 | Lupa     | Sauro di Giuseppe Giannotti    |      |